# وایلند (میشیگان)
وایلند، میشیگان (به انگلیسی: Wayland, Michigan) یک شهر در ایالات متحده آمریکا با جمعیت ۴٬۰۷۹ نفر است که در میشیگان واقع شده‌است.

## موقعیت جغرافیایی
موقعیت جغرافیایی شهرها و مناطق اطراف به شرح زیر است: